# پیستی
پیستی (به چکی: Písty) یک منطقهٔ مسکونی در جمهوری چک است که در ناحیه نیمبورک واقع شده‌است.